# Things Will Go My Way
Things Will Go My Way è il secondo singolo estratto dall'album Two del gruppo alternative rock statunitense The Calling. Ha raggiunto la posizione numero 34 della Official Singles Chart nel Regno Unito, mantenendola per due settimane. 

## Tracce
1. Things Will Go My Way – 4:01
2. When It All Falls Down – 3:36
3. Things Will Go My Way (Chris Lord-Alge Mix) – 5:07

## Classifiche
| Classifica (2004) | Posizione massima |
| ----------------- | ----------------- |
| Italia            | 49                |
| Paesi Bassi       | 99                |
| Regno Unito       | 34                |